# 孙玉胜
孙玉胜（1960年6月—），中国吉林省敦化市人，中国大陆媒体人，毕业于吉林大学经济学专业。前中国中央电视台副台长、新闻中心主任、中央广播电视总台编务会议成员、亚广联副主席，现任凤凰卫视常务副总裁兼总编辑、凤凰新媒体董事。

## 经历
1984年，从吉林大学毕业进入央视，担任新闻采访部副主任、新闻评论部副主任、新闻中心副主任。
1987年，制作的新闻《一条马路隔断了两个企业的产需联系》获全国新闻评比特等奖；
1993年-1997年，负责创办《东方时空》、《新闻调查》、《实话实说》、《焦点访谈》等栏目及香港回归、澳门回归、国庆50周年和相逢2000年等大型直播报道。
2021年2月，孙玉胜被任命为凤凰卫视常务副总裁兼总编辑。